# Макарова, Валентина Ивановна
Валентина Ивановна Макарова (19 июля 1939, Киев — неизвестно) — советская и украинская тренер по плаванию. Заслуженный тренер Украинской ССР (1977).

## Биография
Родилась 19 июля 1939 года в Киеве.
С 1954 года профессионально занималась плаванием. Первый тренер — С. С. Бородчак. В 1956 году участвовала в первой Спартакиаде народов СССР. 
С 1960 года работала тренером в ДСО «Спартак» в городе Кривой Рог. С 1969 года была тренером и старшим тренером-преподавателем спортивного комплекса «Богатырь» (Кривой Рог), где впоследствии проработала в течение около тридцати лет. В 1971 году окончила Киевский государственный институт физической культуры.
За долгие годы работы воспитала множество пловцов, была первым тренером Сергея Фесенко, призёра и победителя чемпионатов Европы и мира по плаванию и единственного олимпийского чемпиона из Кривого Рога.
После победы Сергея Фесенко на Летних Олимпийских играх 1980 года в Москве была удостоена почётного звания «Заслуженный тренер Украинской ССР».
Ушла из жизни[уточнить]. 

## Память
- Всеукраинский турнир по плаванию, посвящённый памяти тренера Валентины Макаровой[3][4].